# Catar en los Juegos Paralímpicos de Atlanta 1996
Catar estuvo representado en los Juegos Paralímpicos de Atlanta 1996 por un deportista masculino. El equipo paralímpico catarí no obtuvo ninguna medalla en estos Juegos.